# Алиев, Азад Хамза оглы
 Алиев Азад Хамза оглы (13 марта 1928, Ганджа — 17 августа 1994, Анкара) — азербайджанский скрипач. Заслуженный артист Азербайджанской ССР (1959). Народный артист Азербайджанской ССР (1982).

## Биография
Азад Алиев родился 13 марта 1928 года в городе Гянджа. С 1951 по 1971 год он выступал в составе Азербайджанского государственного струнного квартета. Азад Алиев стал первым исполнителем произведений азербайджанских композиторов для скрипки. Его репертуар также включал произведения русских и западноевропейских композиторов. В составе квартета он стал лауреатом и дипломантом международных конкурсов.
С 1970 по 1976 год Азад Алиев занимал должность концертмейстера Азербайджанского государственного симфонического оркестра. С 1951 года он также преподавал в Азербайджанской государственной консерватории.

## Награды и звания
- Заслуженный артист Азербайджанской ССР[1] — 1959 год.
- Народный артист Азербайджанской ССР — 1982 год.
- Почётная грамота Президиума Верховного Совета Азербайджанской ССР — 1972[2]